# Garypus darsahensis
Espèce
Garypus darsahensis est une espèce de pseudoscorpions de la famille des Garypidae.

## Distribution
Cette espèce est endémique de Socotra au Yémen.

## Étymologie
Son nom d'espèce, composé de darsah et du suffixe latin -ensis, « qui vit dans, qui habite », lui a été donné en référence au lieu de sa découverte, Darsah.

## Publication originale
- Mahnert, 2007 : Pseudoscorpions (Arachnida: Pseudoscorpiones) of the Socotra Archipelago, Yemen. Fauna of Arabia, vol. 23, p. 271-307.